# 二乙炔基苯二阴离子
在有机化学中，二乙炔基苯二阴离子是一种阴离子，其结构为与两个乙炔基链接的苯环。它的化学式为C
6H
4C2−
4，有三种结构异构：
- 邻二乙炔基苯二阴离子
- 偏二乙炔基苯二阴离子
- 对二乙炔基苯二阴离子

这三种阴离子的气态有理论价值。他们都由苯二丙炔酸通过质谱法的脱羧反应制成。它们是已知最强的三种超強鹽基，其中邻异构体嘴强，其质子亲和能为1,843.987 kJ/mol（440.723 kcal/mol）。偏异构体次之，对异构体又次之。

## 观察结果

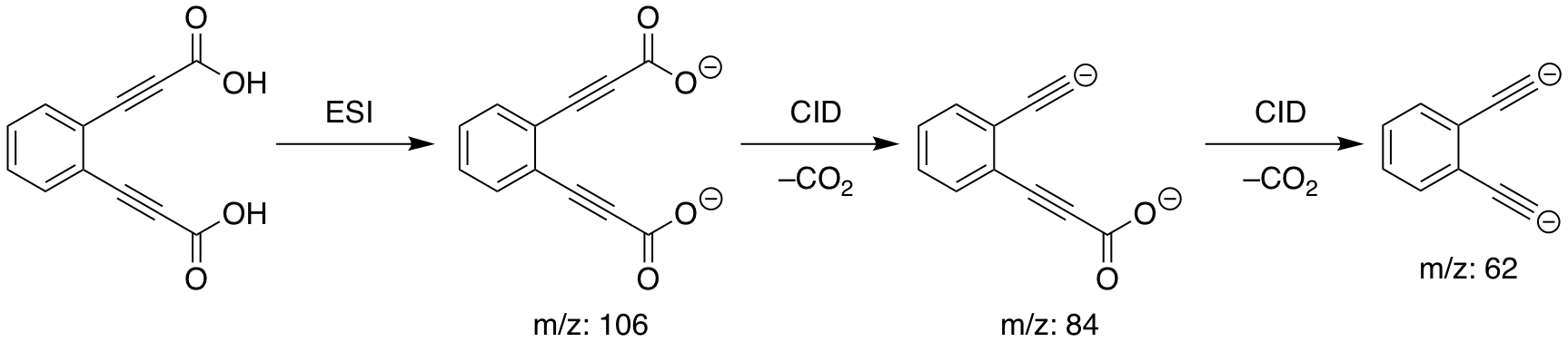
由o-苯二丙炔酸前体制备o-二乙炔基苯二阴离子

这些二阴离子在线型四极离子阱质谱仪中生产。对二羧酸前体作电喷雾电离（ESI）会使其失去两个电子，生成二羧酸根二阴离子[C
6H
4(C
3O
2)
2]2−，在质谱仪中的荷质比（m/z）为106。对这个二阴离子进行碰撞诱导解离（CID）后，它会失去两个二氧化碳分子，生成二乙炔基二阴离子[C
6H
4(C
2)
2]2−（m/z = 62）。邻异构体的反应如下所示，而其他异构体按照原本二羧酸的异构体遵循类似的过程：

## 反应
Berwyck等实验人员在光谱仪中将少量各种试剂加入氢气载体后，研究气态阴离子的反应。例如，它与氧化氘（重水）反应后生成单氘一阴离子C6H4(C2D)(C−
2)，其m/z = 126。它与苯反应后形成苯基阴离子(m/z = 77)，表示二阴离子的碱性极高。虽然热力学条件有利，但它不能与氘气和氘化甲烷反应。实验人员认为这是因为这些基質分离出质子的活化能太高。

### 碱性
三种结构异构都是超强碱。计算显示邻二乙炔基苯二陰離子是其中最强的碱，质子亲和能为1,843.987 kJ/mol（440.723 kcal/mol）。偏异构体次之，对异构体又次之。三种异构体的乙炔基末端都能从几乎所有化合物接收电子。它们的碱性比氦合氢离子的酸性强。